# Obereopsis limbata
Obereopsis limbata är en skalbaggsart som först beskrevs av Ludwig Redtenbacher 1848.  Obereopsis limbata ingår i släktet Obereopsis och familjen långhorningar.
Artens utbredningsområde är Nepal. Inga underarter finns listade i Catalogue of Life.